# Асунсан, Фабио
Фабио Асунсан (порт. Fábio Assunção; род. 10 августа 1971, Сан-Паулу) — бразильский актёр и театральный режиссёр.

## Биография
Актёрскую карьеру начал будучи 19-летним студентом, исполнив свою первую роль в телесериале 1990 года «Моя любовь, моя печаль». За актёром закрепилось амплуа «героя-любовника», но именно роль злодея Ренату Мендеса в телесериале 2004 года «Знаменитость» принесла ему первые значимые премии от критиков. Сценарист Жилберту Брага приглашал его на главные роли почти во все свои сериалы начиная с 1994 года («Моя Родина», «Лабиринт», «Власть желания», «Знаменитость», «Тропический рай»).
В 2008 году во время съёмок очередного сериала «Бизнес по-китайски», на съёмочной площадке он не смог справиться со своими профессиональными обязанностями, был в ужасной физической форме. Вскоре выяснилась, что причина такого состояния актёра стало употребление наркотиков. В ноябре 2008 года, после вынужденного отстранения от съёмок в сериале, Асунсан начал курс лечения в клинике, специализирующейся на лечении наркотической зависимости. В конце 2009 года вернулся на телеэкраны. Сам он заявлял, что после прохождения курса стал «взрослее».
В 1990-х у Асунсан были отношения с актрисами Кристианой Оливейрой и Клаудией Абреу. С 2002 по 2005 год актёр был женат на продюсере Присциле Боргонови, которая 21 января 2003 года родила ему сын Жоау. В 2011 году у него родилась дочь Элла Фелипа от фотографа Карины Таварес. 1 октября 2020 года его супругой стала Ана Верена.

## Фильмография

### На телевидении
- 2024 — Одержимость тобой — Альфредо Гургель
- 2015 — Совершенно бесподобная — Артур
- 2010 — Далва и Эривелто: песня любви — Эривелто Мартинш
- 2008 — Выгодное дельце — Эйтор
- 2007 — Тропический рай — Даниэль Бастос
- 2006 — Ж.К. — эпизод
- 2006 — Белиссима — голос Марсело Ассумпсона
- 2005 — Дорога — Доктор Ричард Финнеган
- 2003 — Слава — Ренату Мендес
- 2002 — Сердце студента — Эдуардо Фейтоза
- 2001 — Семья Майя — Карлос Эдурдо ди Майя
- 1999 — Власть желания — Инасио Собрал
- 1998 — Лабиринт — Андре Мейрелес
- 1997 — Во имя любви — Марсело ди Баррос Мота
- 1996 — Роковое наследство — Маркус Медзенга
- 1994 — Моя родина — Родриго Лапорт
- 1993 — Моя мечта — Жоржи Кандейас ди Са
- 1992 — Телом и душой — Кайо Пасторе
- 1991 — Вамп — Фелипе Роша
- 1990 — Моя любовь, моя печаль — Марко Антонио Вентурини

### В кино
- 2000 — Дважды с Эленой — Полидору
- 2000 — Назначенный час — Сикрану
- 2001 — Беллини и сфинкс — Беллини
- 2003 — Кристина хочет выйти замуж — Паулу
- 2004 — Водное зеркало: путешествие по реке Сан-Франсиску — Энрике
- 2004 — Секс, любовь и измена — Томас
- 2007 — Кузен Базилио — Базилио
- 2008 — Беллини и демон — Ремо Беллини
- 2009 — От начала до конца — Александр